# Makeda Silvera
Makeda Silvera (Kingston, 1955) es una escritora jamaicana afincada en Canadá. 
Emigró a Canadá a los 12 años y actualmente reside en Toronto. Publicó dos volúmenes de relatos antes de su primera novela The Revenge of Maria en 1998. Abiertamente lesbiana, es la cofundadora de Sister Vision Press, y ha editado varias antologías como Piece of My Heart, la primera antología norteamericana para lesbianas de color.

## Obra
- Silenced: Caribbean Domestic Workers Talk With Makeda Silvera (1989)
- Remembering G (1990)
- Piece of My Heart: A Lesbian-of-Colour Anthology (1991, ed.)
- Her Head a Village (1994)
- The Other Woman: Women of Colour in Contemporary Canadian Literature (1994)
- Ma-Ka: Diaspora Juks (1997)
- The Heart Does Not Bend (2002)